# Neorhaphium spinitarsis
Neorhaphium spinitarsis är en tvåvingeart som beskrevs av Lazar Botosaneanu och Vaillant 1973. Neorhaphium spinitarsis ingår i släktet Neorhaphium och familjen styltflugor.
Artens utbredningsområde är Kuba. Inga underarter finns listade i Catalogue of Life.